# 班克斯頓 (愛荷華州)
班克斯頓（英語：Bankston）是美国艾奥瓦州迪比克縣下轄的一个城市。2010年人口统计为25人。